# Lanzone della Corte
Lanzone della Corte (fl. XI secolo) è stato un giudice e notaio di palazzo a Milano nell'XI secolo.
Appartenente a una famiglia nobile milanese, operò nell'amministrazione della città sotto l'arcivescovo Ariberto d'Intimiano e partecipò alle turbolente fasi storiche che videro la nascita dei Comuni italiani.
Si ignorano sia il luogo sia l'anno della sua nascita, ma risulta attivo a Milano fra il 1029 e il 1059.
Nell'anno 1042, infatti, guidò alcuni valvassori in aiuto dei popolani, nella loro insurrezione contro i nobili. Il suo aiuto fu determinante per la vittoria popolare, che riuscì a cacciare i nobili dalla città.
Lanzone venne eletto Capitano del popolo e riuscì a guidare la difesa della città per circa tre anni, sebbene i nobili, sotto la guida dei conti della Martesana e del Seprio, strinsero Milano in un assedio che vide la popolazione ridotta allo stremo per la lunga guerra e la totale mancanza di rifornimenti. Consapevole di non poter resistere a lungo, approfittò dell'editto di Treviri, con il quale il Re dei Romani Enrico III di Franconia (a quel tempo anche Duca di Baviera e di Svevia) bandiva la guerra dal suo regno, per tagliare definitivamente fuori dalla città i nobili milanesi. Infatti, Lanzone chiese aiuto al re Enrico III, che in cambio pretese di sottoporre la città a un giuramento di fedeltà e stabilì in città una guarnigione permanente di 4000 soldati tedeschi.  Inizialmente Lanzone accettò queste condizioni ma, tornato a Milano, si rese conto che in tal modo la nobiltà milanese sarebbe sì stata sconfitta ma la città, lungi dal ritrovarsi libera, sarebbe stata sottoposta al dominio imperiale. Lanzone ritenne allora opportuno stilare un accordo con i nobili locali, basato sull'uguaglianza dei diritti e sulla partecipazione attiva di tutti i cittadini al governo della città. L'accordo venne siglato e nel 1044 i nobili rientrarono a Milano, prendendo nuovamente possesso delle proprie abitazioni.
L'odio tra i diversi gruppi sociali era ancora forte, ma la guerra ebbe il merito di far sorgere le prime istituzioni comunali. Le scarne fonti, infatti, raccontano che da questo momento storico, Milano venne gestita da un'assemblea popolare, da un consiglio minore ed un'autorità esecutiva. Quest'ultima rimase ancora appannaggio della nobiltà, ma il seme della struttura comunale era iniziato a germogliare.
Le tensioni, ormai insanabili, con la nobiltà milanese spinsero Lanzone ad allontanarsi sempre più da Milano. Infatti, dapprima la sua famiglia si trasferì nel Bresciano e, successivamente, unitamente ad altre famiglie nobiliari lombarde, si spostò definitivamente in Campania.